# Sili
Sili – wieś w Samoa, w dystrykcie Palauli.